# Lonchognathosaurus
Lonchognathosaurus („ještěr s čelistí ve tvaru kopí“) byl rodem pterodaktyloidního ptakoještěra, který žil v období spodní křídy (stupeň alb) na území dnešní Číny (autonomní oblast Sin-ťiang).

## Popis
Fosilní materiál s katalogovým označením SGP 2001/19 sestává z přední části lebky a čelistí. Vzhledem k rozměrům lebky (v kompletním stavu asi 40 cm dlouhé) šlo nejspíš o poměrně velkého ptakoještěra. Tento rod s unikátními znaky ve stavbě čelistí a dentice byl zřejmě sesterským taxonem k známějšímu rodu Dsungaripterus. Objev dalších potenciálních fosilií tohoto ptakoještěra byl oznámen v roce 2021.
Fosilní materiál příbuzného druhu, možná rovněž spadajícího do rodu Lonchognathosaurus, byl v roce 2022 popsán také z území ruské západní Sibiře (souvrství Ilek, Krasnojarský kraj).